# شهرستان بوسئونگ
شهرستان بوسئونگ (به لاتین: Boseong County) یک منطقهٔ مسکونی در کره جنوبی است که در جئولانام-دو واقع شده‌است. شهرستان بوسئونگ ۶۶۳٫۱۶ کیلومتر مربع مساحت و ۶۱٬۳۲۹ نفر جمعیت دارد.

## نگارخانه

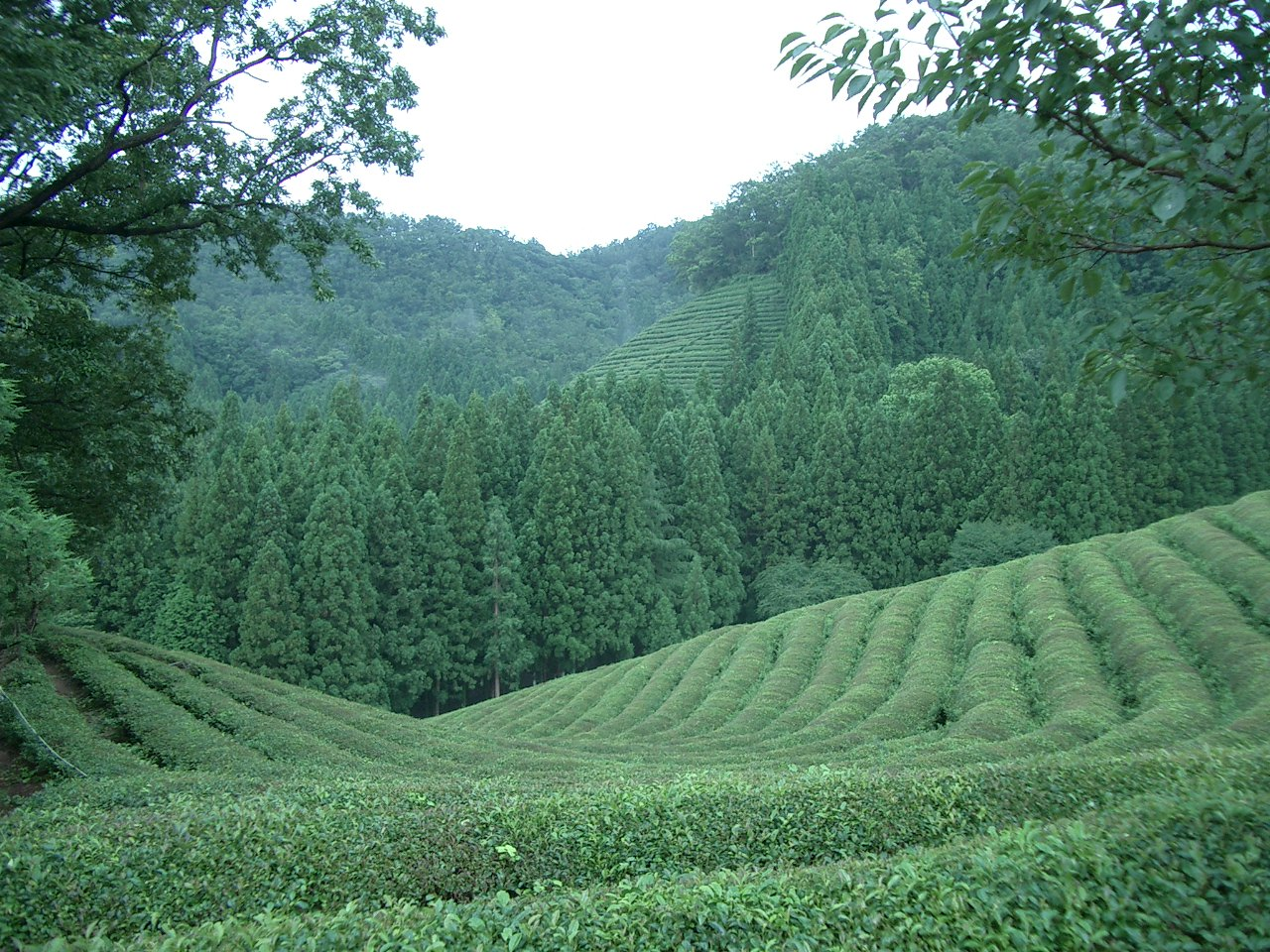
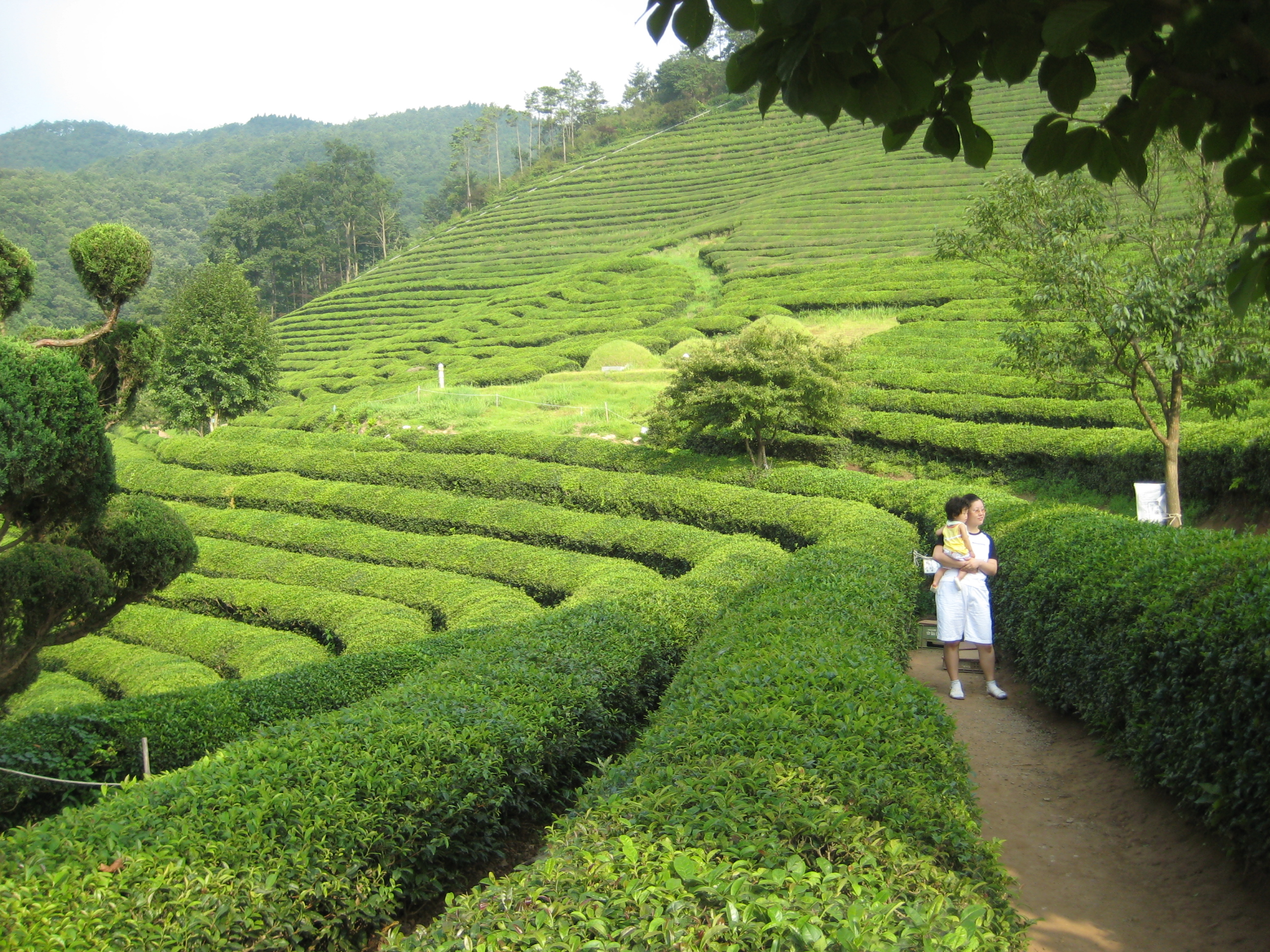
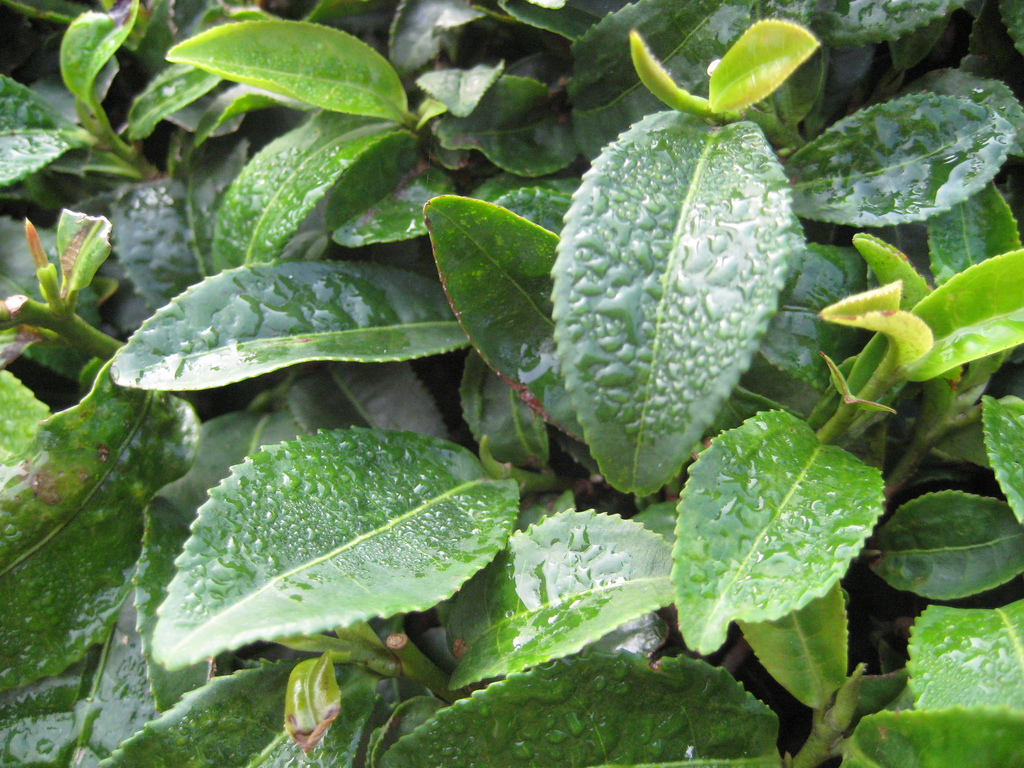
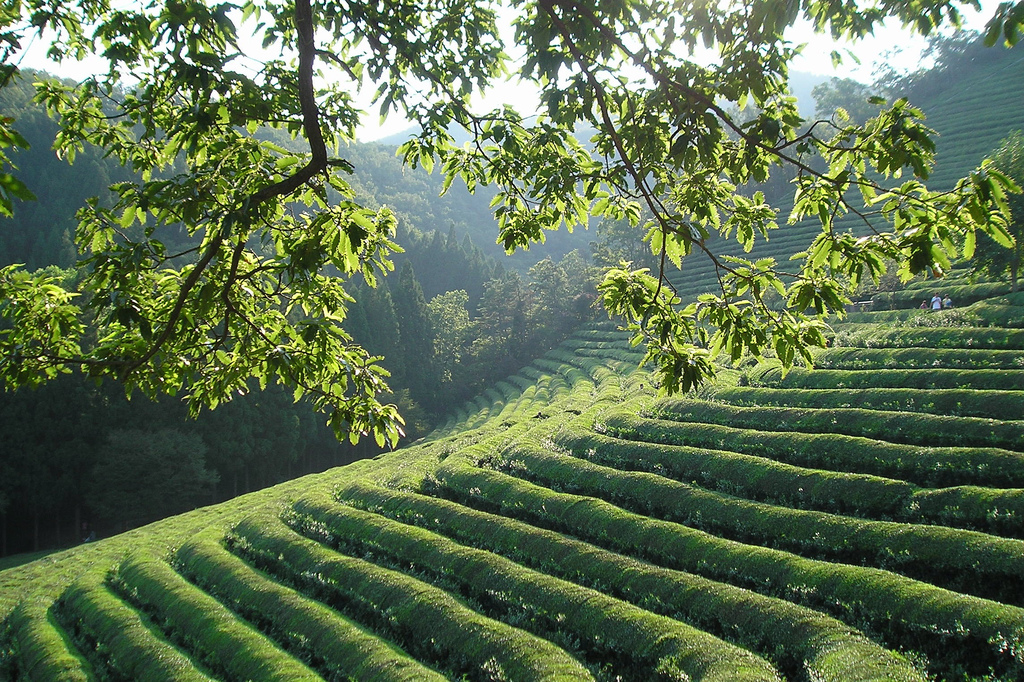